# قلعه شنی
قلعه شنی فیلم جنگی و درام آمریکایی است که در سال ۲۰۱۷ به کارگردانی فرناندو کویمبرا و نویسندگی کریس روئسنر ساخته شد. نیکلاس هولت، هنری کویل، لوگان مارشال-گرین، تامی فلاناگان، گلن پاول، بو نپ و نیل براون جونیور بازیگران این فیلم هستند. داستان درباره سرباز جوان ارتش ایالات متحده به نام مت اوکر است که به روستایی در عراق فرستاده می شود. این فیلم براساس رویدادهای واقعی و تجارب فیلمنامه نویس اثر، روئسنر در جنگ عراق ساخته شده است. فیلم در ۲۱ آوریل ۲۰۱۷ از نتفلیکس پخش شد.

## داستان
مت اوکر (نیکولاس هولت) در ژوئیه ۲۰۰۱ در ارتش ثبت نام می کند تا برای کالج پول به دست بیاورد. کمی بعد، برای جنگ به بغداد فرستاده می شود. در آنجا متوجه یک تک تیرانداز می شود و گروهبان دیلن چاتسکی (گلن پاول) هلیکوپتری را برای نابودی ساختمان محل اقامت تک تیرانداز می فرستد.
کمی بعد اوکر برای تعمیر سیستم آب به روستای خطرناک بعقوبه فرستاده می شود. در آن جا با نیروهای ویژه به رهبری کاپیتان سیورسان (هنری کویل) ملاقات می کند. آن ها باید هر روز به سر پمپ رفته و تانکری را از آب پر کنند اما یک بار، به سمتشان تیراندازی می شود و گروهبان چاتسکی کشته می شود.
بالاخره مدیر مدرسه آن روستا (نوید نگهبان) به کمکشان می آید و پیشرفت حاصل می شود. یک روز صبح، هیچ یک از عراقی ها سر پمپ نمی‌آیند و گروه به روستا برمی گردد و با جسد سوخته مدیر روبرو می شود. برادر مدیر، عریف (نبیل الوهابی) مکان شورشی ها را به سیورسان می گوید. گروه به آن ها حمله کرده و موفق می شود ولی کاپیتان انزو (نیل براون جونیور) و گروهبان برتون (بو نپ) مجروح می شوند. کار بر روی پمپ ادامه پیدا می کند ولی دوباره یکی از کارگران بمب به خود می بندد و همه چیز را نابود می کند و چندین آمریکایی و عراقی را می کشد.
اوکر و هارپر به بغداد برمی گردند. هارپر سه هفته مرخصی می گیرد و اوکر به خانه برمی گردد.